# District d'Adilabad
Le district de Adilabad est un district de l'état du Télangana, en Inde.

## Géographie
Au recensement de 2011, sa population compte 2 741 239 habitants.
Son chef-lieu est la ville de Adilabad. 